# 米科拉斯·斯卢基斯
米科拉斯·斯卢基斯（1928年10月20日—2013年2月25日），犹太裔，立陶宛著名的散文作家，他的作品特点是把社会主义、现实主义和诸如意识流叙述体的试验性文学结合起来。